# 232省道 (浙江省)
S232省道又称水霞线，是中国浙江省省道之一。S232省道原路线的起点是104国道苍南段灵溪镇的南水头村，终点为霞关镇，故又称水霞线，其是沟通苍南县西部山区和南部港区的重要通道。由于建成较早，受地形限制，实际为四级公路水平。

## 改建工程
其改建工程由浙江省发展改革委员会于2005年批准建设，并列入了当年的浙江省基本建设计划，该工程被列为省重点工程A类建设项目。改建工程起点位于甬台温高速公路观美互通口和104国道交叉处（南水头村附近），经观美、南宋、矾山、岱岭、马站、沿浦，至终点霞关镇，并且在马站镇有支线与渔寮景区相接，在矾山与岱岭处通过鹤顶山隧道建设支线与岱岭畲族乡连接。改建之后，S232省道主线全长将缩短至48公里，比原线缩短18公里，新建的两条支线总长6.8公里，工程按二级公路技术标准设计，总投资5.76亿元。其中鹤顶山隧道是S232省道最长的公路隧道，全长2955米。改建工程于2010年7月17日完成通车。